# Crypt of the NecroDancer
Crypt of the NecroDancer — компьютерная инди-игра, разработанная командой Brace Yourself Games. Выпущена 23 апреля 2015 года в Steam. Игра совмещает основные элементы жанра roguelike с элементами музыкальной игры с саундтреком, написанным Дэнни Барановски (англ. Danny Baranowsky). В Crypt of the NecroDancer игрок перемещается по процедурно сгенерированным подземельям и сражается с противниками, а все его действия наиболее эффективны при совершении движений под ритм музыки. Игра позволяет импортировать сторонние музыкальные композиции, а также использовать танцевальный коврик вместо традиционного геймпада или клавиатуры.
В июне 2019 года эксклюзивно для приставки Nintendo Switch вышла игра Cadence of Hyrule, кроссовер Crypt of the NecroDancer и серии The Legend of Zelda.

## Оценки, награды и продажи
| Сводный рейтинг       | Сводный рейтинг                                                |
| Агрегатор             | Оценка                                                         |
| --------------------- | -------------------------------------------------------------- |
| GameRankings          | 88,12 %                                                        |
| Metacritic            | PC: 87/100 PS4: 85/100 iOS: 92/100 XONE: 83/100 Switch: 86/100 |
| Иноязычные издания    |                                                                |
| Издание               | Оценка                                                         |
| Destructoid           | 9,5/10                                                         |
| Game Informer         | 8/10                                                           |
| IGN                   | 8,8/10                                                         |
| Русскоязычные издания |                                                                |
| Издание               | Оценка                                                         |
| «IGN Россия»          | 8,5/10                                                         |
| Riot Pixels           | 90 %                                                           |
| «Игры Mail.ru»        | 8,5/10                                                         |

Игра получила преимущественно положительные отзывы. На сайте-агрегаторе Metacritic средняя оценка игры составляет 87 из 100 на основе 46 обзоров для платформы PC.
Destructoid назвал игру одной из своих любимых работ на PAX Prime 2013 и похвалил ее реализацию. Joystiq также дал игре положительный отзыв. Gaming Age описал игру как «невероятно творческая интерпретация формулы».
| Год  | Награда                                        | Категория                                                 | Результат    | Ссылки |
| ---- | ---------------------------------------------- | --------------------------------------------------------- | ------------ | ------ |
| 2015 | SXSW Gaming Awards                             | Превосходство в музыкальном оформлении                    | Номинация    | [ 18 ] |
| 2016 | The Edge Awards 2015                           | ПК-игра года                                              | Второе место | [ 19 ] |
| 2016 | The Edge Awards 2015                           | Лучший аудио дизайн                                       | Второе место | [ 19 ] |
| 2016 | Game Developers Choice Awards                  | Лучшее музыкальное сопровождение                          | Победа       | [ 20 ] |
| 2016 | National Academy of Video Game Trade Reviewers | Original Light Mix Score (среди новых серий)              | Номинация    | [ 21 ] |
| 2016 | National Academy of Video Game Trade Reviewers | Звуковое сопровождение (среди новых серий)                | Победа       | [ 21 ] |
| 2016 | National Academy of Video Game Trade Reviewers | Музыкальная или основанная на музыкальном исполнении игра | Победа       | [ 21 ] |

Летом 2018 года, благодаря уязвимости в защите Steam Web API, стало известно, что точное количество пользователей сервиса Steam, которые играли в игру хотя бы один раз, составляет 1 122 748 человек.